# Заозеро (Томская область)
Зао́зеро — деревня в Парабельском районе Томской области России. Входит в состав Парабельского сельского поселения. Население 22 чел. (2021) .

## География
Находится в центральной части региона, в 5 км от райцентра — села Парабель, примерно в 300 метрах от села Толмачёво. 
Уличная сеть
- Переулок: Майский пер.
- Улицы: ул. Полевая, ул. Садовая и ул. Черемуховая

Климат
Находится на территории, приравненной к районам Крайнего Севера.

## История
В соответствии с Законом Томской области от 15 октября 2004 года № 225-ОЗ деревня вошла в состав образованного муниципального образования Парабельское сельское поселение.

## Население
| 2002 | 2010 | 2012 | 2013 | 2014 | 2015 | 2021 |
| ---- | ---- | ---- | ---- | ---- | ---- | ---- |
| 14   | ↗15  | →15  | ↘14  | ↘13  | →13  | ↗22  |

Национальный состав
Согласно результатам переписи 2002 года, в национальной структуре населения русские составляли 93 % от общей численности населения в 14 чел..

## Инфраструктура
Личное подсобное хозяйство. Садоводство

## Транспорт
Связь с населённым пунктом осуществляется по асфальтированной автодороге из села Парабель, через деревни Костарево, Вялово, Толмачево и далее выезд на автотрассу Могильный Мыс — Парабель — Каргасок (69К-12), участок федеральной автомагистрали Северный широтный коридор.